# Ligne M5 du métro léger de Charleroi
Pour les articles homonymes, voir Ligne M5.
La ligne M5 du métro léger de Charleroi est une ligne partiellement construite, en 1986, et inexploitée du métro léger de Charleroi.

## Histoire
Au début des années 1980, « les infrastructures avaient été entièrement développées pour les quatre premières stations de la ligne (Neuville, Chet, Pensée, Centenaire) et le gros œuvre avait déjà été réalisé pour les deux suivantes (Champeau, Roctiau). Mais la ligne n’avait jamais été mise en exploitation jusqu’ici, faute de financement ».
En juin 2021, la Commission européenne donne son accord pour le plan de relance belge dont 60 millions d’euro seront alloués à l’extension du métro carolo vers le futur Grand Hôpital de Charleroi (GHdC) en cours de construction à Gilly sur le site des Viviers. De quoi accroitre et améliorer davantage encore l’accessibilité en transports en commun dans la métropole de Charleroi, en pleine expansion.
Le TEC a prévu la rénovation de l'infrastructure existante, la ligne avec six stations, et la construction de deux nouvelles stations. Après un premier chantier notamment de débroussaillage,  le chantier est prévu pour débuter en 2023, il comprend : la remise à niveau des quatre premières stations : Neuville, Chet (renommée Yernaux), Pensée et Centenaire ; la finition des stations Champeau et Roctiau qui « au stade du génie civil » ; et la création de deux nouvelles stations : Corbeau (souterraine) et Les Viviers (aérienne). Ce chantier a un budget prévisionnel de réalisation de 60 millions d'euros et une prévision d'ouverture en 2026,.
Le chantier démarre en novembre 2023.

### Voies et tracé
À Charleroi, la ligne part de la boucle centrale, à hauteur de la station Waterloo. À partir de là, la ligne suit à peu près le tracé de l'ancienne ligne de chemin de fer 140A de Châtelet à Lodelinsart. Juste avant la fin du tunnel, la ligne M4 bifurque vers Gilly et Soleilmont. Immédiatement après l'issue du tunnel, la ligne se trouve sur un long viaduc, sur lequel est installée un croisement des voies, de sorte que les tramways roulent normalement à gauche sur la ligne. Le viaduc franchit la route nationale 90 et a des stations à Neuville, et Chet (future station Yernaux), où la ligne repose sur un remblai ferroviaire qui se transforme lentement en tranchée. La gare de Pensée est à moitié enterrée dans cette tranchée du métro. La station Centenaire est située dans un tunnel court et son émergence — un bâtiment de couleur jaune — a été démolie en 2015. Après cela, la voie s'écarte de l'emprise de l'ancienne ligne de chemin de fer 140A. À partir de ce point il n'y a plus ni voie ni de stations terminées, la ligne n'est présente que par la dalle et les murs latéraux de sa tranchée. La ligne passe sous l'ancienne ligne 140A (le métro a été construit vers 1986, cette ultime section de la ligne de chemin de fer a été supprimée en 1988), et un peu plus loin se trouve la station Champeau (gros œuvre uniquement). Après deux courts tunnels (ici la voie est presque envahie par la végétation) la station Roctiau (toujours en gros œuvre — cette station s'appelle parfois Léopold, du nom de la rue Léopold plus loin, mais c'est un nom moderne). S'ensuit une courte excavation, après quoi le tunnel s'achève brusquement sur un mur sous le parking du centre commercial Cora. Rien n'a encore été construit au-delà  pour un nouveau tracé de la ligne vers Châtelineau.

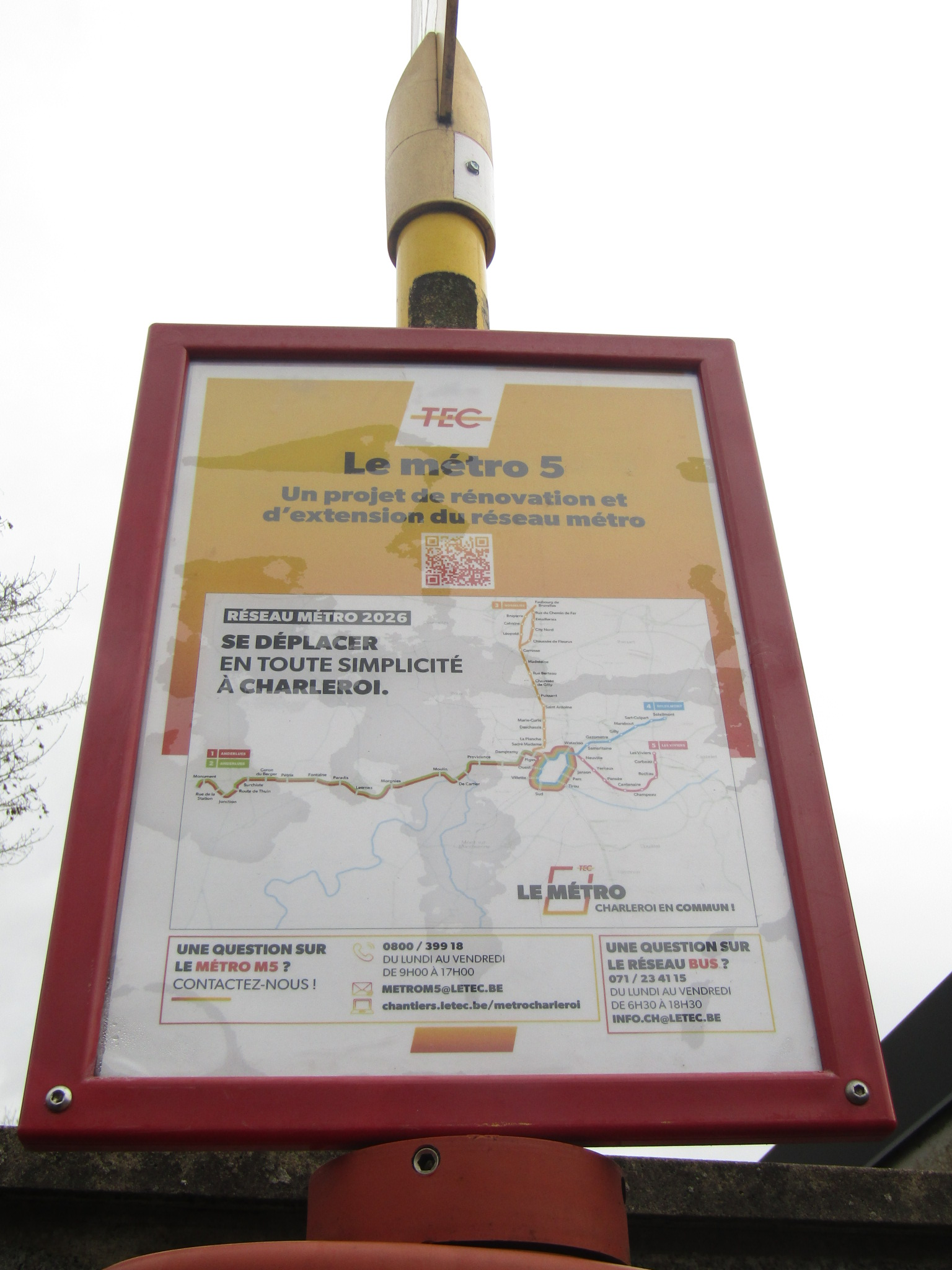
Ligne de métro M5
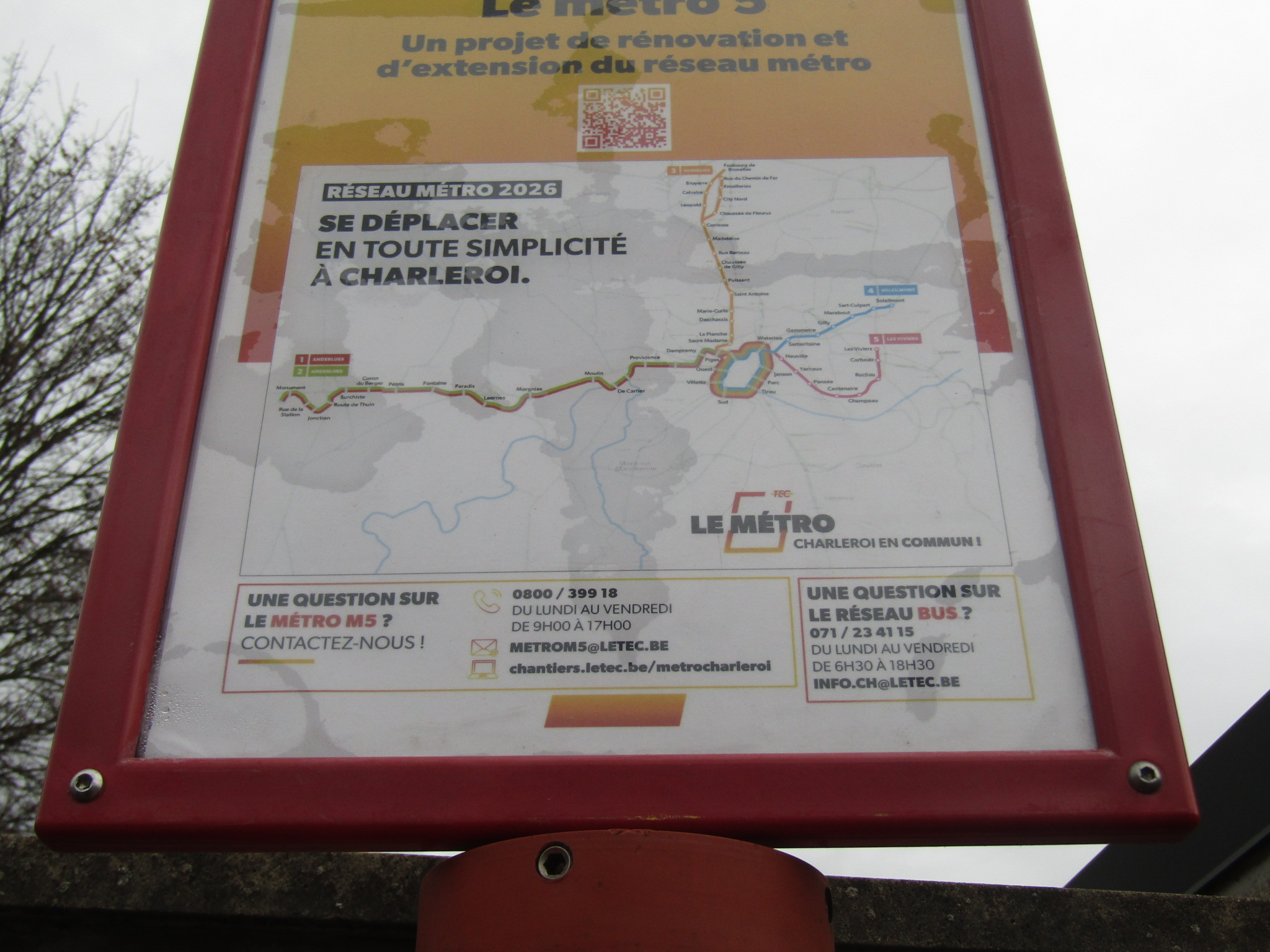
Ligne métro M5
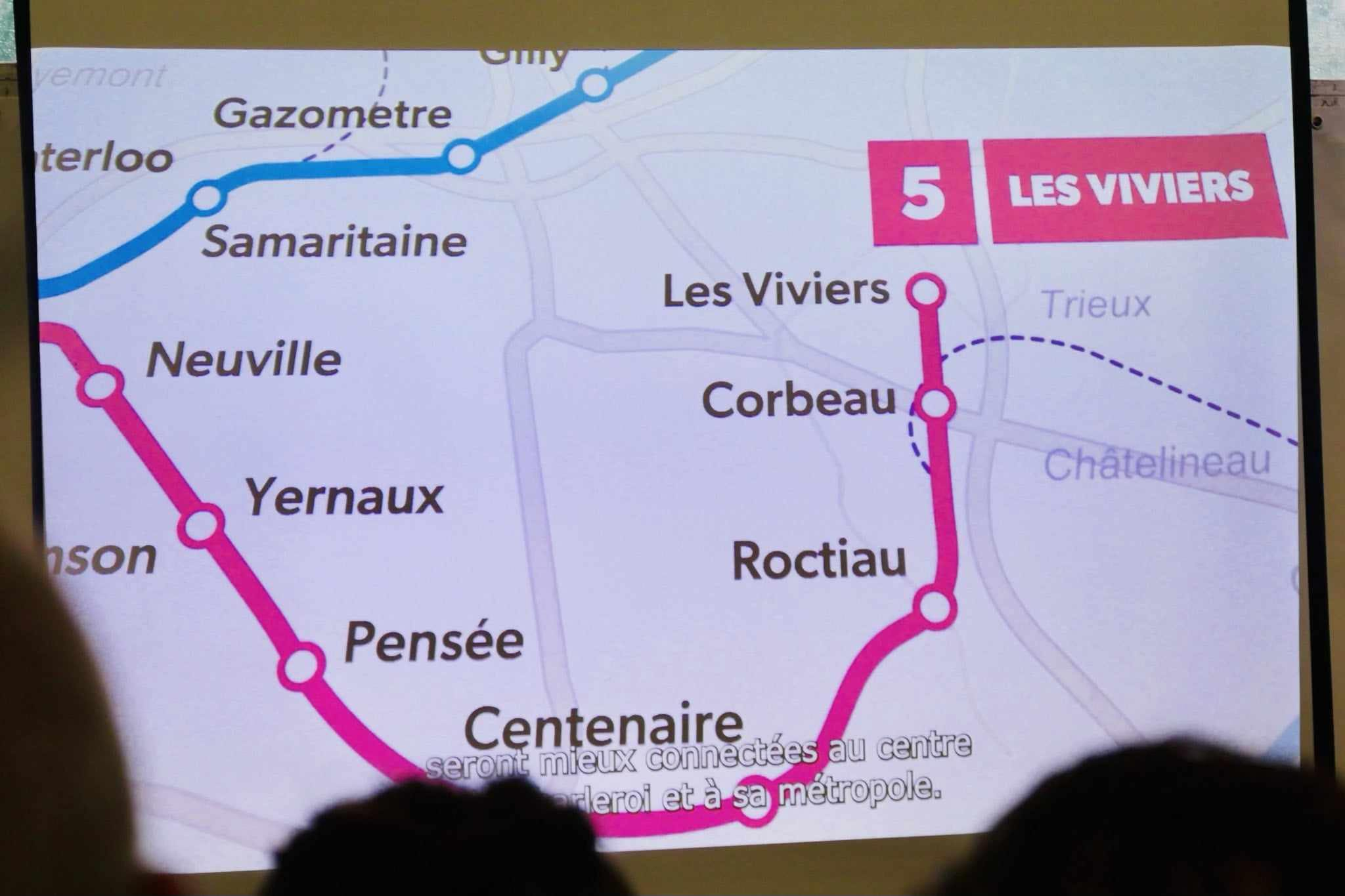
Ligne métro M5
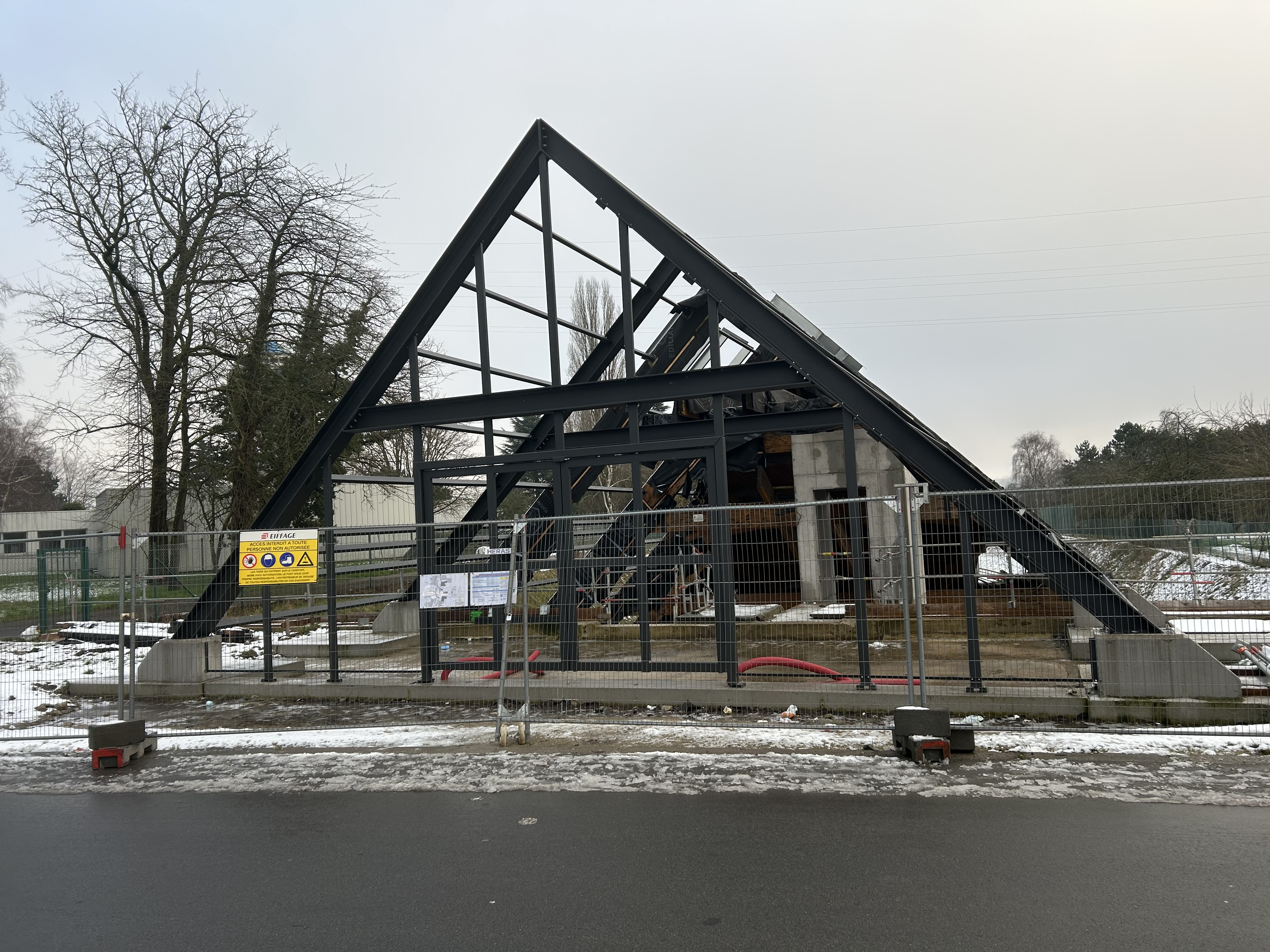
La station Pensée en travaux en 2025

### Stations et arrêts
La ligne empruntera la boucle centrale de Charleroi dans le sens anti-horaire.
| Types d'arrêts utilisés          | Types d'arrêts utilisés  |
| Arrêt                            | Type d'arrêt             |
| -------------------------------- | ------------------------ |
| Charleroi Gare Centrale          | métro                    |
| Charleroi Sambre                 | arrêt simple             |
| Charleroi Villette               | métro                    |
| Charleroi Tirou                  | en chaussée avec quai(s) |
| Charleroi Ouest                  | métro                    |
| Charleroi Parc                   | métro                    |
| Charleroi Palais                 | métro                    |
| Charleroi Janson                 | métro                    |
| Charleroi Waterloo               | métro                    |
| Montignies-sur-Sambre Neuville   | métro                    |
| Montignies-sur-Sambre Yernaux    | métro                    |
| Montignies-sur-Sambre Pensée     | métro                    |
| Montignies-sur-Sambre Centenaire | métro                    |
| Montignies-sur-Sambre Champeau   | métro                    |
| Montignies-sur-Sambre Roctiau    | métro                    |
| Châtelineau Corbeau              | métro                    |
| Gilly Les Viviers                | en chaussée avec quais   |

| Arrêts et correspondances de la ligne | Arrêts et correspondances de la ligne | Arrêts et correspondances de la ligne | Arrêts et correspondances de la ligne | Arrêts et correspondances de la ligne | Arrêts et correspondances de la ligne | Arrêts et correspondances de la ligne | Arrêts et correspondances de la ligne | Arrêts et correspondances de la ligne | Arrêts et correspondances de la ligne |
|                                       |                                       |                                       |                                       |                                       | Stations                              | Lat/Long                              | Type                                  | Communes desservies                   | Correspondances                       |
| ------------------------------------- | ------------------------------------- | ------------------------------------- | ------------------------------------- | ------------------------------------- | ------------------------------------- | ------------------------------------- | ------------------------------------- | ------------------------------------- | ------------------------------------- |
|                                       |                                       | o                                     |                                       |                                       | Les Viviers                           | 50° 25′ 07″ N, 4° 29′ 23″ E           | Tramway                               | Gilly (Charleroi)                     |                                       |
|                                       |                                       | o                                     |                                       |                                       | Corbeau                               | 50° 24′ 46″ N, 4° 29′ 45″ E           | Métro léger                           | Châtelineau (Châtelet)                |                                       |
|                                       |                                       | o                                     |                                       |                                       | Roctiau                               | 50° 24′ 27″ N, 4° 29′ 33″ E           | Métro léger                           | Montignies-sur-Sambre (Charleroi)     |                                       |
|                                       |                                       | o                                     |                                       |                                       | Champeau                              | 50° 24′ 11″ N, 4° 29′ 16″ E           | Métro léger                           | Montignies-sur-Sambre (Charleroi)     |                                       |
|                                       |                                       | o                                     |                                       |                                       | Centenaire                            | 50° 24′ 11″ N, 4° 28′ 45″ E           | Métro léger                           | Montignies-sur-Sambre (Charleroi)     |                                       |
|                                       |                                       | o                                     |                                       |                                       | Pensée                                | 50° 24′ 23″ N, 4° 28′ 07″ E           | Métro léger                           | Montignies-sur-Sambre (Charleroi)     |                                       |
|                                       |                                       | o                                     |                                       |                                       | Yernaux                               | 50° 24′ 37″ N, 4° 27′ 52″ E           | Métro léger                           | Montignies-sur-Sambre (Charleroi)     |                                       |
|                                       |                                       | o                                     |                                       |                                       | Neuville                              | 50° 24′ 53″ N, 4° 27′ 32″ E           | Métro léger                           | Montignies-sur-Sambre (Charleroi)     |                                       |
|                                       |                                       | o                                     |                                       |                                       | Waterloo                              | 50° 25′ 03″ N, 4° 27′ 00″ E           | Métro léger                           | Charleroi-ville (Charleroi)           |                                       |
| ↓                                     |                                       |                                       | o                                     |                                       | Janson                                | 50° 24′ 45″ N, 4° 27′ 07″ E           | Métro léger                           | Charleroi-ville (Charleroi)           |                                       |
|                                       | o                                     |                                       |                                       | ↑                                     | Palais                                | 50° 24′ 53″ N, 4° 26′ 34″ E           | Métro léger                           | Charleroi-ville (Charleroi)           |                                       |
| ↓                                     |                                       |                                       | o                                     |                                       | Parc                                  | 50° 24′ 33″ N, 4° 26′ 54″ E           | Métro léger                           | Charleroi-ville (Charleroi)           |                                       |
|                                       | o                                     |                                       |                                       | ↑                                     | Ouest                                 | 50° 24′ 40″ N, 4° 26′ 14″ E           | Métro léger                           | Charleroi-ville (Charleroi)           | SNCB                                  |
| ↓                                     |                                       |                                       | o                                     |                                       | Tirou                                 | 50° 24′ 22″ N, 4° 26′ 44″ E           | Tramway                               | Charleroi-ville (Charleroi)           |                                       |
|                                       | o                                     |                                       |                                       | ↑                                     | Villette                              | 50° 24′ 23″ N, 4° 26′ 06″ E           | Métro léger                           | Charleroi-ville (Charleroi)           |                                       |
| ↓                                     |                                       |                                       | o                                     |                                       | Sambre                                | 50° 24′ 19″ N, 4° 26′ 32″ E           | Tramway                               | Charleroi-ville (Charleroi)           |                                       |
|                                       |                                       | o                                     |                                       |                                       | Gare Centrale                         | 50° 24′ 19″ N, 4° 26′ 15″ E           | Métro léger                           | Charleroi-ville (Charleroi)           | SNCB                                  |

### Conduite et signalisation
2 types de conduite et de signalisation lumineuse sont utilisés sur la ligne.

Les sections du prémétro en site propre intégral sont soumises à une conduite avec cantonnement et dispositif d'arrêt automatique des trains (DAAT) pour le contrôle de franchissement des signaux et le respect des vitesses autorisées. Ces sections sont situées entre le terminus de Gilly Soleimont et la boucle à Charleroi ainsi qu'entre le quai de la Sambre avant l'arrivée à la gare et la sortie du tunnel située avant la station Tirou pour la section sur la boucle. La section entre la sortie du tunnel et l'arrivée à la gare du sud est soumise à la conduite à vue. Les limites de ces sections soumises au cantonnement sont indiquées par une signalisation fixe.

Signalisation fixe et lumineuse du prémétro
Panneau indiquant l'entrée sur une section soumise au cantonnement.
Panneau indiquant la sortie d'une section soumise au cantonnement.
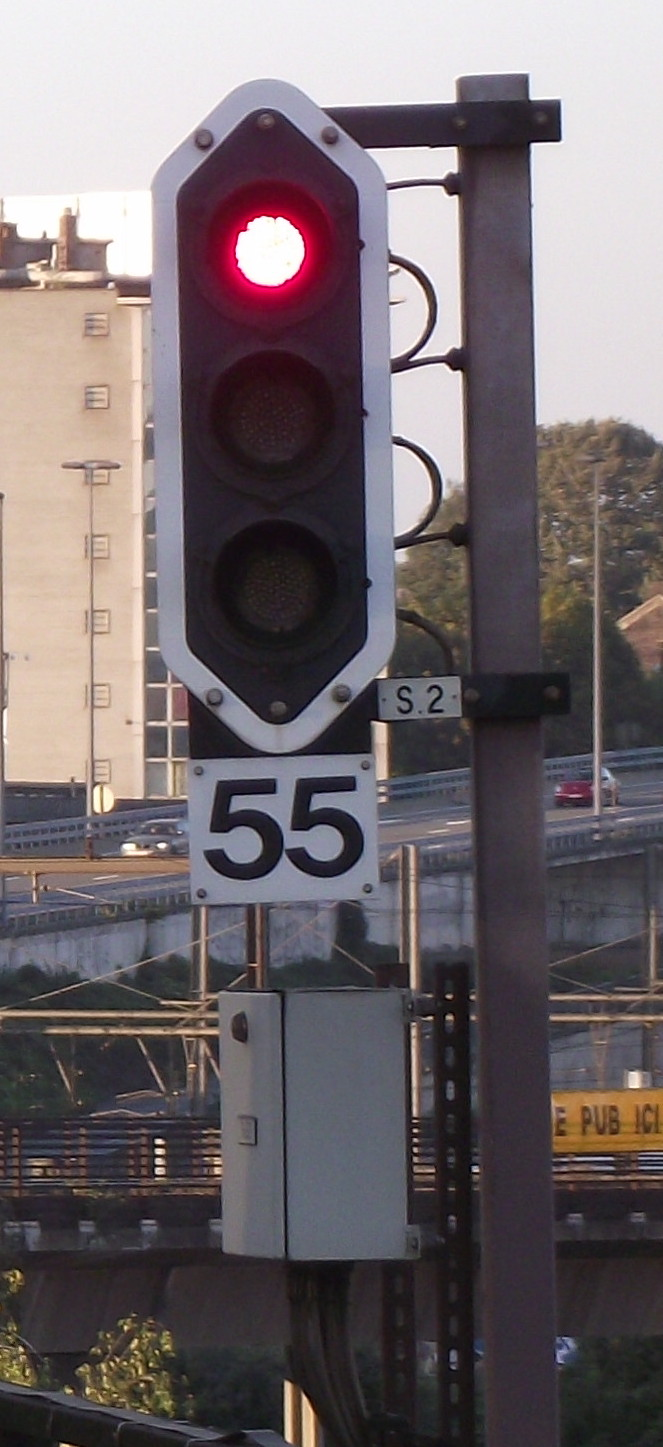
Signalisation lumineuse et panneau d'indication de vitesse utilisés sur les sections du métro léger.

Sur la section en site propre en chaussée de la boucle entre la sortie du tunnel située avant la station Tirou et le quai de la Sambre avant l'arrivée à la gare, les tramways circulent en conduite à vue en respectant les feux de signalisation routière ou la signalisation lumineuse tramway. Cette signalisation spécifique est mise en place pour complémenter la signalisation routière et pour donner la priorité aux carrefours au tramway.

Signalisation lumineuse tramway
Horizontal - arrêt.
Horizontal avec détection pour la priorité au carrefour indiquant le passage imminent au vertical.
Vertical - passage autorisé.
Idem mais avec le signal de priorité au carrefour éteint.
Cercle et Vertical - passage au rouge imminent.

## Matériel roulant
La ligne 5 est comme les autres lignes du métro léger de Charleroi exploitée avec des motrices articulées BN LRV série 7400 (ancienne série 6100 de la SNCV), mises en service dans les années 1980 par la SNCV et rénovées par le TEC Charleroi.
Le remisage des motrices est effectué au dépôt de Jumet.